# 伊莉莎白·川普
伊莉莎白·克里斯蒂·特朗普 （英語：Elizabeth Christ Trump、出生名：Elisabeth Christ，德語發音：[e:li:zabɛt maʁi: kʁɪst]，1880年10月10日—1966年6月6日）是一個在巴伐利亞王國（今德意志帝國萊茵蘭-普法爾茨州）出生的美國商人。1902年，她與弗雷德里克·特朗普結婚。她是伊莉莎白·特朗普、弗雷德·特朗普和約翰·喬治·特朗普的母親 ，也是商人和第四十五任美國總統唐納·特朗普的祖母。

## 外部連結
- 在Find a Grave上的伊莉莎白·克里斯蒂·特朗普